# Apanteles parbhanii
Apanteles parbhanii är en stekelart som beskrevs av Rao 1969. Apanteles parbhanii ingår i släktet Apanteles och familjen bracksteklar. Inga underarter finns listade i Catalogue of Life.